# När man är i Rom
När man är i Rom är en amerikansk långfilm från 2010 i regi av Mark Steven Johnson, med Kristen Bell, Josh Duhamel, Anjelica Huston och Will Arnett i rollerna.

## Rollista
| Kristen Bell    | – Beth              |
| Josh Duhamel    | – Nick Beamon       |
| Anjelica Huston | – Celeste           |
| Will Arnett     | – Antonio Donatella |
| Jon Heder       | – Lance             |
| Dax Shepard     | – Gale              |
| Alexis Dziena   | – Joan Martin       |
| Kate Micucci    | – Stacy             |
| Peggy Lipton    | – Priscilla Martin  |
| Luca Calvani    | – Umberto           |
| Danny DeVito    | – Al Russo          |
| Keir O'Donnell  | – Father Dino       |
| Bobby Moynihan  | – Puck              |
| Kristen Schaal  | – Ilona             |